# The Cowboy and the Frenchman
The Cowboy and the Frenchman ist ein 22-minütiges Video des US-amerikanischen Regisseurs David Lynch aus dem Jahr 1988.

## Handlung
Eine Gruppe von Ranchern im Wilden Westen, angeführt von Slim, sehen ein merkwürdiges Wesen mit einer Baskenmütze auf sich zu kommen und fangen es mit einem Lasso ein. Es stellt sich heraus, dass es ein Franzose namens Pierre ist, der kein Englisch spricht. Auch weil Slim schwerhörig ist, kommt es zu Verständigungsproblemen. In einem Korb, den der Franzose mit sich trägt, finden die Cowboys eine Flasche Wein, Zigaretten, Weinbergschnecken, eine Baguette, einen Camembert, Pommes frites und Miniatur-Eiffeltürme. Dann kommen junge Französinnen hinzu, während Pierre von Cowgirls umschwärmt wird. Bei der darauf folgenden Party wird „Home on the Ranch“ gesungen und „Viva la France“ gerufen.

## Hintergrund
Das Video ist David Lynchs Beitrag zum Thema „Frankreich aus der Sicht von…“. Dazu beauftragten das Figaro Magazine und Erato Films im Jahr 1988 eine Reihe von internationalen Filmemachern.

## Rezeption
Das Video handelt von Missverständnissen und dem Versagen von Sprache, typische Themen für eine Komödie. Dennoch handelt es sich gleichzeitig um einen Western.